# Општина Слобозија (Ђурђу)
Слобозија (рум. Slobozia) општина је у Румунији у округу Ђурђу.
Oпштина се налази на надморској висини од 27 m.